# 罗娜·罗伯逊
罗娜·罗伯逊（英語：Rhona Robertson，1970年7月19日—），新西兰前女子羽毛球运动员。她曾代表新西兰参加1990年、1994年、1998年和2002年英联邦运动会羽毛球比赛，共获得三枚铜牌。